# Fleckchen-Hornhautdystrophie
Die Fleckchen-Hornhautdystrophie (FCD) ist eine sehr seltene angeborene Form einer Hornhautdystrophie mit zahlreichen nicht progredienten fleckförmigen Trübungen im Stroma der Hornhaut ohne Minderung der Sehschärfe.

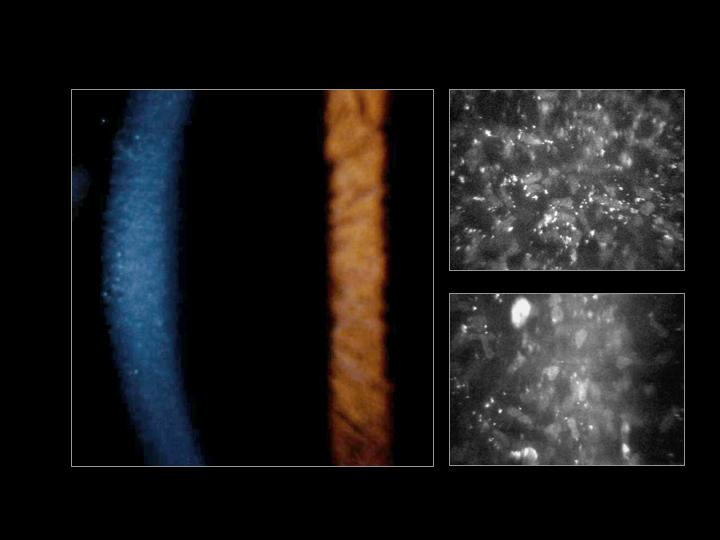
Fleckchen-Hornhautdystrophie in der Spaltlampe (links) und mit dem Konfokalmikroskop (rechts) (Courtesy Dr. Charles N. McGhee)

Synonyme sind: François-Neetens fleckige Hornhautdystrophie; englisch Corneal Dystrophy, Fleck; Corneal Dystrophy, Francois-Neetens Speckled or Flecked; François dystrophy II; François-Neetens mouchetée fleck corneal dystrophy
Die Namensbezeichnung bezieht sich auf den Erstautoren bzw. die Autoren der Erstbeschreibung aus dem Jahre 1957 durch die belgischen Augenärzte Émile Jules Marie Joseph François (1907–1984) und Adolfe Neetens.

## Verbreitung
Die Häufigkeit wird mit unter 1 zu 1.000.000 angegeben, die Vererbung erfolgt autosomal-dominant.

## Ursache
Der Erkrankung liegen Mutationen im PIKFYVE-Gen auf Chromosom 2 Genort q34 zugrunde.

## Klinische Erscheinungen
Klinische Kriterien sind:
- Krankheitsbeginn zu jedem Zeitpunkt möglich
- Normale Sensibilität der Hornhaut, normale Sehschärfe
- leichte Photophobie möglich
- meist sehr kleine, symmetrische Trübung zentral und peripher mit deutlichem Rand, wie Flecken imponierend, besonders im mittleren Drittel der Hornhaut

## Differentialdiagnose
Abzugrenzen sind andere Formen der Hornhautdystrophie.